# Wild Buffalo
Wild Buffalo in Mer de Sable (Ermenonville, Hauts-de-France, Frankreich) ist eine hölzerne Familienachterbahn des Herstellers Great Coasters International, die am 26. April 2025 eröffnet wurde.
Die von Skyline Design entworfene, 500,8 m lange Bahn erreicht eine Höhe von 14,8 m, wobei der totale Höhenunterschied 22,6 m beträgt. Bei einer Fahrtzeit von 1:20 Min. erreichen die Fahrgäste eine Höchstgeschwindigkeit von 67 km/h und durchfahren einen 40 m langen Tunnel.